# St. Anthony, Minnesota
St. Anthony là một thành phố thuộc quận Hennepin, tiểu bang Minnesota, Hoa Kỳ. Năm 2010, dân số của thành phố này là 8226 người.

## Dân số
- Dân số năm 2000: 8012 người.
- Dân số năm 2010: 8226 người.